# Swat (księstwo)

Flaga Swat

Swat - dawne księstwo muzułmańskie znajdujące się na obszarze dzisiejszego Pakistanu.
Swat obejmowało obszar 8,250 km², jego stolicą było Swat.
Swat zostało założone przez Pasztunów w 1849. Rozpadło się w 1863.
Księstwo Swat powstało ponownie w 1915 roku. W 1947 weszło w skład Pakistanu jako autonomiczne księstwo. 28 lipca 1969 Swat zostało zlikwidowane i włączone do Północno-Zachodnia Prowincji Pogranicznej.

## Władcy Swat
- 1849 - 1857 Sajjid Akbar Szach
- 1857 - 1863 Sajjid Mubarak Szach Sahib
- 1915 - 1917 Sayyid Abdul-Jabbar Chan
- 1917 - 1949 Miangul Golshahzada Abdul-Wadud
- 1949 - 1969 Miangul Abdul-Haqq Jahanzib